# Saia Tanginoa
Pas d'image ? Cliquez ici

a Compétitions nationales et continentales officielles uniquement.

Saia Tonginoa, né le 17 janvier 1993, est un joueur australien d'origine tongienne de rugby à XIII et de rugby à XV évoluant au poste de centre. Ayant pratiqué les deux codes de rugby toute son enfance, il connaît la même trajectoire en professionnel. Il joue tout d'abord en XV avec Sydney University dans le Shute Shield avant de changer de code et rejoindre Avignon en France en rugby à XIII avec lequel il remporte le Championnat de France en 2018. Il est convoqué pour affronter avec une sélection des meilleurs joueurs du Championnat de France les Dragons Catalans en match de préparation avant leur entrée en lice en Super League.

## Biographie
Saia Tanginoa a évolué dans les équipes de jeunes des Rabbitohs de South Sydney en rugby à XIII avant de jouer dans le Shute Shield avec Sydney University en rugby à XV. Il revient finalement au rugby à XIII et s'engage en 2017 à Avignon.
Son frère, Kelepi Tanginoa, est également joueur de rugby à XIII qui a disputé plusieurs rencontres en National Rugby League.
La religion semble avoir une importance pour le jeune joueur, fortement impliqué, comme sa femme Myriam, fille de David Douillet, dans la vie d'une église protestante évangélique.

## Palmarès
- Collectif :
  - Vainqueur du Championnat de France : 2018 (Avignon).